# الجوكر (مغني)
أحمد ناصر أو حسب الشهرة الجوكر (21 ديسمبر 1992 -) هو مغني هيب هوب مصري.

## حياته
مواليد 21 ديسمبر 1992.كان مهتما منذ صغره بالقراءة في مختلف العلوم والفنون والمجالات وقراءة أهم الكتب والأعمال الأدبية الشرقية والغربية، وزاد اهتمامه في بداية الأمر بالأدب وخصوصاً الشعر وعلومه (البحور والعروض)، كتب أولى قصائده (سيدتى) التي فازت بالمركز الأول في مسابقه صغار الأدباء عام 2007.
بعد فوزة في مسابقة صغار الأدباء مرت فترة قاربت العامين لم يجد فيها للشعر سوق في مصر،
أسس مدونة «قصاصات أفكار» وهي مدونة عربية متخصصة في محاربة الفكر الإلحادي بالمنطق، وقد تميّزت بما تحتويه من مقالات فيها هدم صريح وصحيح لأغلب ما كتب دكتور ريتشارد دوكينز مؤلف كتاب وهم الاله من مقالات عجز عن ردها الكثيرون.

## مشواره الفني

### اكتشافه موهبة غناء الراب
اثناء جلوسه مع بعض اصدقائه مغنو الراب طلبوا منه كتابة قصيدة لغنائها كأغنية جديدة ولكن في وقتها كانت قصائده جميعها بالفصحي فلم يتم غنائها ولكن بعد ذلك اكتشف ان باستطاعته تأليف اغاني راب واختار الراب لأنه رأي انه لا يوجد الكثير من الناس تقرأ في وقتنا هذا ولكن والغالبية يفضل الاستماع ووجد ان الراب وسيلة أفضل لنشر افكارة ورسائلة لانها ستصل لاكثر قدر من الناس بعكس كتاباته وقصائدة وشعرة وفن الراب بالنسبة له هو مقالة كبيرة يستطيع التحاور فيها.

### بداياته مع الراب
كانت بدايته مشوارة في الراب بأغاني للرد علي باقي الرابرز وقتها ممن انتقدوه وحاربوه وقاموا بعمل أغاني راب "Dirty" ودسات "Disrespect tracks" المليئة بالألفاظ الخارجة فقام بالرد عليهم بنفس الأسلوب ونفس النوع من الأغاني، لكنه تراجع عن هذا النوع من الغناء عندما رأي انه بدأ يبني قاعدة جماهيرية والمستمعين ليسوا فقط من يوجه لهم وقام بحذف الأغاني التي من هذا القبيل وبدأ في غناء اغاني هادفة لمناقشة واقع المجتمع

### اختيار اسمه المستعار
لُقب نفسه بالجوكر لأنه اختلف عن باقي مغني الراب وهدفه نشر فكر يرتقي بالمجتمع ويكون ورقة مختلفة «ورقة الجوكر» وسط ورق الكوتشينة «مغني الراب». وانتقد مغني الراب لتقليدهم للغرب وتشكيل عصابات لا تليق بالمجتمع الشرقي وليس لها وجود من الأساس في مصر وحتى مغني الراب الهادفين لم يساعدهم الحظ ولم يحصلوا علي أي شهرة تٌذكر واراد ان يختلف عن البقية.

## أعماله
| - كامل الدسم - ديكتاتور - ديمو - راح مرجعش - سلمي - سلمي II - محاكمة القرن - شفيق ليه - انفصام حاد - انا - انا II - الحرف - الرقصة الاخيره - سكان الليل - ابن سوق - السلمة الاخيره - الكبت - الوصايا - المختار - النداهة - عالم تالت - كوباية العصير - الكره في عنق زجاجة | - ابقي افتكريني - اعدام ميت - سوء الاختيار - اخطاء ثورة - بلدنا - في اختلافنا رحمة - اختار مكانك - نفس الحال - خد فشار - دا تكدير - جرابي مليان - كام كلمة Remix - الضغط - الحب في عنق الزجاجة - تفاحة حواء Remix - فقرة الفقرة - موناليزا تانيه - هامش الصمت - آية - دنيا - فراق صالونات - 3015 | - الواقع - نفس الحاجة - امشوا - تسعيناتي - 1 ابريل - اسكت - الاوضة بروداكشن - والاغنية دي حرام Remix - باقة - انزلوا - مناسك الألم - فاصلة - قاع الإيقاع - 2 ابريل - فرصه تانيه - قادرين - كنتي - انفصام حاد 2 - قصيدة - حلم كبير - عالم رابع - العقد - موسم الذئاب - كوباية عصير - ياسطا - الكره في عنق الزجاجة - رساله رقم 1000 - رقم واحد دا مش انت - مش زي اللي حاسه - تطلب أما تطلب - طينة - الأب - التالتة ممكن - المراجعة النهائية - جامدين (إعلان شركة فوكس) - سوق الكاسيت - فتحت عيني - ساعة التجلي - ضحايا - البوم تلاتيني - فيلم هندي - أيكونز - ولاد العم - بيج بوس |